# Andropogon glaucescens
Andropogon glaucescens är en gräsart som beskrevs av Carl Sigismund Kunth. Andropogon glaucescens ingår i släktet Andropogon och familjen gräs. Inga underarter finns listade i Catalogue of Life.